# Apoštolský vikariát
Apoštolský vikariát (italsky Vicariato apostolico) je forma územní jurisdikce římskokatolické církve vyšší než apoštolská prefektura a nižší než misijní diecéze. 

## Charakteristika
Apoštolský vikariát bývá zřizován zpravidla v misijních oblastech a v jeho čele obvykle stojí titulární biskup označovaný jako apoštolský vikář, který je místním ordinářem apoštolského vikariátu. Apoštolský vikariát není součástí žádné diecéze, nýbrž spadá pod Kongregaci pro evangelizaci národů Svatého stolce. Apoštolské vikariáty se nacházejí zejména v Latinské Americe, Africe a Asii.